# Mae Martin
Mae Martin (Toronto, 2 de mayo de 1987) es un actor, comediante y guionista que nació en Canadá y vive en Inglaterra. Mae escribió y protagonizó la serie de comedia en Netflix Feel Good y ganó dos Canadian Comedy Awards como parte de la compañía de comedia The Young and the Useless. Recibió una nominación al premio BAFTA TV a la mejor interpretación femenina de comedia por su trabajo en Feel Good.

## Primeros años de vida
Mae Martin nació en Toronto el 2 de mayo de 1987. Sus padres son la escritora y profesora canadiense Wendy Martin y el escritor gastronómico inglés James Chatto. James, cuyos padres fueron el actor Tom Chatto y la agente de talentos Ros Chatto, quien apareció en la adaptación cinematográfica de 1963 de El señor de las moscas cuando era niño y en el escenario del West End en Jesucristo Superstar en la década de 1980. Martin tiene un hermano mayor que es académico. Su tío paterno es el artista y actor Daniel Chatto, que está casado con la sobrina de la reina Isabel II, Lady Sarah Chatto.
A Martin se le bautizó en un pueblo de la isla griega de Corfú, donde su familia vivió durante varios años. James y Wendy eran ex-hippies y fanáticos de la comedia y la casa familiar estaba llena de grabaciones de clásicos británicos (Monty Python's Flying Circus, The Goon Show, Blackadder) así como de estadounidenses como Steve Martin.
Martin asistió a una escuela para niñas y actuó en el escenario con el uniforme de la escuela. La atmósfera al crecer, según Martin, una "utopía liberal" en términos de sexualidad, en la que James y Wendy tenían la mente abierta y Toronto era una ciudad tolerante.

## Carrera profesional
La carrera de Martin comenzó en Canadá, donde participó en la compañía de comedia "The Young and the Useless". A la edad de 16 años, Martin fue el nominado más joven en la historia para el Premio del Fondo de Fomento Tim Sims. El trabajo de Martin en Canadá incluye escribir para la serie de comedia de sketches Baroness von Sketch Show. Ha ganado dos veces el Canadian Screen Award a la mejor escritura en una serie de comedia de variedad o sketch por el trabajo que hizo con el equipo de redacción de ese programa.
En 2011, Martin se mudó a Londres para un nuevo comienzo, se enamoró de la ciudad, y al principio trabajó en trabajos sin futuro para concentrarse en incursionar en la comedia británica. Su programa del Festival Fringe de Edimburgo de 2015 se tituló Mae Martin: Us, que condujo a la serie de BBC Radio 4 Mae Martin's Guide to 21st Century Sexuality. Martin ha aparecido en el programa de radio y televisión británico The Now Show, y ha sido coanfitrión de GrownUpLand.
Dope, el espectáculo de Edimburgo de 2017, se tituló en referencia a las drogas recreativas, así como a la dopamina, la sustancia química del cerebro asociada con el comportamiento compulsivo: el amor también puede ser una droga. Se basó en años de investigación, basándose en el trabajo del Dr. Gabor Maté, quien define la adicción como cualquier comportamiento o sustancia que una persona usa para aliviar el dolor a corto plazo, pero que tiene consecuencias negativas a largo plazo. Sin abordar la causa principal del dolor, una persona puede tratar de detenerse, pero finalmente deseará un mayor alivio y será propensa a recaer. Según esta definición, hay muchas cosas en la cultura moderna que tienen el potencial de volverse adictivas, como el juego, el sexo, la comida, el trabajo, las redes sociales y, por supuesto, las drogas. Maté apareció en la Guía de dos partes de Mae Martin para la adicción del siglo XXI de 2017.
Dope, que trata sobre la personalidad adictiva de Martin, le describe como si tuviera "un camarón psicópata que se despierta fácilmente" en su cabeza, se modificó en un especial de comedia de Netflix de media hora, lanzado en enero de 2019 como parte de la recopilación de Comedians of the World. Esto condujo a Feel Good, la serie de comedia de Channel 4 /Netflix que Martin cocreó, redactó y protagonizó. La segunda temporada se lanzó en el año 2021. (El otro cocreador es Joe Hampson; ambos han trabajado juntos de forma intermitente desde 2012). El entrevistador de The Guardian, Simon Hattenstone, identificó que uno de los temas subyacentes era la culpa de venir de una vida acomodada, a diferencia de los muchos adictos que Martin conoció en rehabilitación, que habían crecido en familias pobres o adictas y que nunca tuvieron una oportunidad. En el mismo artículo, Lucy Mangan elogió la serie como "inmaculadamente escrita" y "adecuadamente divertida". En 2019, Martin también lanzó un libro de literatura juvenil titulado ¿Pueden todos, por favor, calmarse? Una guía para la sexualidad del siglo XXI.
Más reciente, firmó un contrato con Objective Fiction.

## Vida personal
Martin describe las obsesiones de la infancia con Bette Midler, Pee-wee Herman y Rocky Horror Show. A los 11 años, a Martin se le llevó a un club de comedia, y en ese momento la adicción se convirtió en stand-up comedy. Martin y dos amigos se hicieron conocidos como "los Groupies" por ir a ver Family Circus Maximus (una obra de teatro de la compañía de improvisación The Second City) 160 veces al año. Aceptar ser "un niño raro" ayudó a facilitar el camino hacia una carrera en la comedia.
Martin desarrolló adicción a las drogas y, por lo tanto, se sometió a rehabilitación, usando historias de esto como base para algunas rutinas en sus stand-ups. La adicción hizo que Martín se fuera de casa a los 16 años. Las relaciones abusivas se normalizaron en la escena nocturna: Martin menciona: "Si pones a una adolescente en una industria como esa, habrá gente que se aprovechará".
Las influencias culturales de Martin incluyen Stand by Me, una película estadounidense de género de aventura y comedia dramática y coming-of-age de 1986 basada en la novela de Stephen King de 1982 The Body ; el agradable personaje de maitre de bella y la bestia, la adaptación de 1991 como largometraje animado de Disney ; Waiting for Guffman, una película de comedia y falso documental estadounidense de 1996 que sigue a una compañía de actores que utiliza diálogos improvisados; y las Spice Girls, específicamente el vídeo de la canción de 1997 " Viva Forever ".
Martin salió del armario públicamente como de género no binario en 2021. Martin usa los pronombres they/them y she/her en inglés, diciendo: "Me encanta cuando la gente dice 'they' pero no me importa 'she' en absoluto". Ha salido con hombres y mujeres, declarando en abril de 2021 que es bisexual después de resistirse previamente a etiquetar su sexualidad. En junio de 2021, Mae se describió como "una persona queer". Martin compartió que se sometió a una cirugía de afirmación de género a fines de 2021.

## Filmografía

### Cine
| Año  | Título   | Rol    | Notas        |
| ---- | -------- | ------ | ------------ |
| 2001 | Bagatela | Gracia | Cortometraje |

### Televisión
| Año       | Título                            | Rol             | Notas |
| --------- | --------------------------------- | --------------- | --- |
| 2003      | Crema de comedia                  | N/A             | Especial de televisión - Escritor                                                                         |
| 2012      | Eclipsado                         | Mae             | Corto de televisión                                                                                       |
| 2014      | Bosquejo de mi vida               | N/A             | Escritor                                                                                                  |
| 2016-2019 | Show de la baronesa von Sketch    | Empleado        | Temporada 2, episodio 1: "Satisface en un nivel muy básico" - Escritor/editor de historias - 29 episodios |
| 2017      | Uncle Tío                         | Imogen          | 2 episodios                                                                                               |
| 2018      | Jon Richardson: último preocupado | Elle mismo      | 4 episodios- Escritor - Temporada 1, episodio 5: "Jon Richardson"                                         |
| 2019      | Comediantes del mundo             | Elle mismos     | Episodio: "Mae Martin" - Escritor - Productor                                                             |
| 2020-2021 | Sentirse bien                     | Mae             | 12 episodios - Creador - Escritor - 6 episodios                                                           |
| 2022      | LOL: El último riendo             | Elle mismo      | Competidor - Versión canadiense                                                                           |
| 2022      | La azafata                        | Gracia Santiago | 7 episodios                                                                                               |
| 2023      | Capataz                           | Elle mismo      | Temporada 15                                                                                              |